# Anonai
Anonai (en francès Annonay) és un municipi francès de la regió d'Alvèrnia-Roine-Alps i el departament de l'Ardecha.